# Municipio Santa Catarina (Nuevo León)
Koordinaten: 25° 36′ N, 100° 29′ W
Municipio Santa Catarina ist ein Municipio im mexikanischen Bundesstaat Nuevo León. Es gehört zur Metropolregion Monterrey und hat seinen Sitz in der Stadt Santa Catarina. Das Municipio ist nach der heiligen Katharina von Alexandrien benannt.

## Geografie
Das Municipio Santa Catarina liegt im Westen von Nuevo León. Es grenzt im Norden an Garcia, im Süden an die Gemeinden Arteaga und Santiago in Coahuila, im Osten an Monterrey und San Pedro Garza Garcia und im Westen an Ramos Arizpe in Coahuila. Das Municipio hat eine Fläche von 915,8 km² und liegt auf einer durchschnittlichen Höhe von ca. 700 m über dem Meeresspiegel. Das Gelände ist hügelig und wird vom Gebirgszug Sierra Madre Oriental durchzogen. Die Vegetation ist größtenteils durch landwirtschaftliche Nutzung ersetzt worden. Das Klima ist semiarid mit heißen Sommern und milden Wintern.

## Bevölkerung
Laut der Volkszählung von 2020 hat das Municipio Santa Catarina 306.322 Einwohner, davon sind 152.617 Frauen und 153.705 Männer. Die Bevölkerungsdichte beträgt 308,9 Einwohner pro km². Die Alphabetisierungsrate liegt bei 98,5 %.

## Ort
Das Municipio Santa Catarina besteht aus drei Ortschaften.
| Ortschaften           | Einwohner (2020) |
| --------------------- | ---------------- |
| Ciudad Santa Catarina | 304 052          |
| Privadas del Parque   | 1 675            |
| Los Nogales           | 200              |

## Wirtschaft
Im Jahre 2023 kündigte das Unternehmen Tesla, Inc. die Errichtung der Tesla Gigafactory 6 in der Gemeinde an.